# Nimba United Football Club
Maillots
Actualités
Le Nimba United Football Club est un club libérien de football, basé à Sanniquellie.

## Histoire
Le Nimba United FC remporte son premier titre de champion du Liberia en 2015, et devient ainsi le premier club non issu de la capitale à remporter le titre national.

## Palmarès
- Championnat du Liberia : 1
  - Vainqueur : 2015
- Supercoupe du Liberia : 
  - Finaliste : 2015